# Ernest de Zwiefalten
Ernest (mort el 1148) va ésser abat de l'abadia benedictina de Zwiefalten (Ducat de Suàbia, Sacre Imperi Romanogermànic, en l'actual Baden-Württemberg). És venerat com a sant per l'Església catòlica.

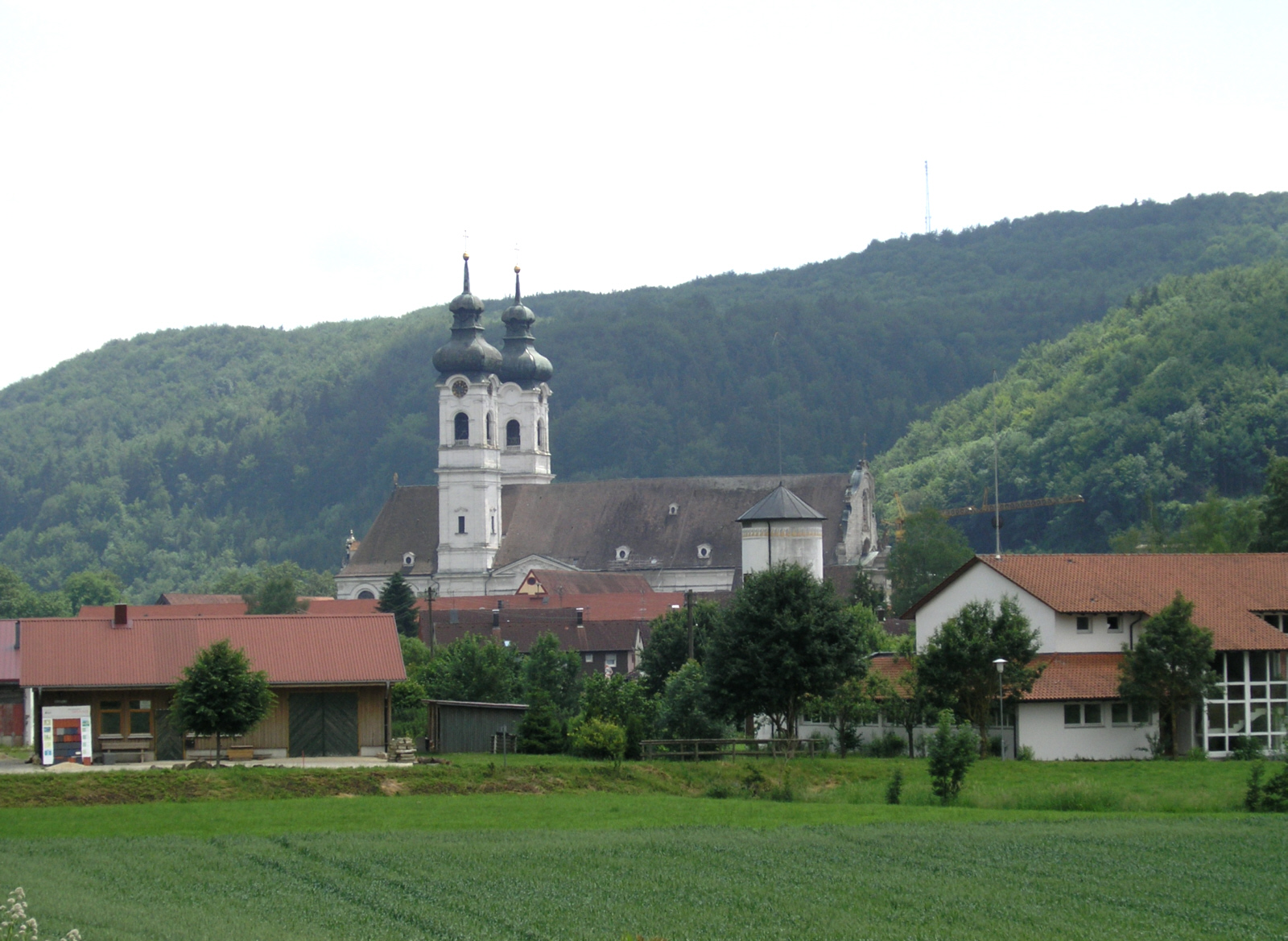
Abadia de Zwiefalten.

Se'n coneix molt poc de la seva vida. Havia nascut a Steisslingen, prop de l'actual frontera alemanya amb Suïssa i es va fer benedictí. Arribà a ésser abat de l'abadia de Zwiefalten. El 1146 va deixar el seu càrrec per a unir-se a la Segona Croada i anar a Palestina, on va lluitar al costat de Conrad III d'Alemanya; en acabar la campanya el 1148, Ernest va quedar-s'hi per a evangelitzar i convertir musulmans. Va predicar en territoris islàmics com Aràbia i Pèrsia, però va ser capturat i portat a la Meca, on va ser torturat i mort.

## Ernest de Neresheim
Amb el temps, arran d'una confusió, es va crear una figura llegendària que es basava en la de l'abat de Zweifalten: era Ernest de Neresheim, que hauria estat el primer abat, cap a l'últim quart del segle xi, de l'abadia benedictina de Neresheim, no gaire lluny de Zwiefalten, i hauria pres part en la Primera Croada, morint-hi. Els primers monjos benedictins de Neresheim van arribar des de Zwiefalten i això podria explicar la confusió. Es va venerar com a sant i va tenir la seva festa el 7 d'octubre. Avui es considera llegendari.